# Lyssomanes eatoni
Lyssomanes eatoni är en spindelart som beskrevs av Arthur M. Chickering 1946. Lyssomanes eatoni ingår i släktet Lyssomanes och familjen hoppspindlar. Inga underarter finns listade i Catalogue of Life.